# Gladiolus sudanicus
Gladiolus sudanicus är en irisväxtart som beskrevs av Peter Goldblatt. Gladiolus sudanicus ingår i släktet sabelliljor, och familjen irisväxter. Inga underarter finns listade i Catalogue of Life.